# 八里店社區
八里店社區位於浙江省湖州市吳興區八里店鎮，於2005年7月建立，距中心城區約5公裡，社區總規劃用地為82.5公頃，建築面積為63.5萬平方米，容積率0.98％，綠地率35.4％。社區安置共涉及行政村10個、自然村61個、農戶2400多戶。
八里店社區共設五個居住小區，即百合苑、玫瑰苑、桂花苑、玉蘭苑和牡丹苑，居住人口可達17000多人，是湖州市目前最大的一個社區。整個社區共有住房267幢、4829套,其中公寓房178幢、4411套；聯排別墅89幢、418套。目前入住2133戶、7382人。